# Estació de la Selva del Camp
La Selva del Camp és una estació de ferrocarril propietat d'adif situada a l'est de la població de la Selva del Camp,  a la comarca catalana del Baix Camp. L'estació es troba a la línia Tarragona-Reus-Lleida i hi tenen parada trens de la línia R14 dels serveis regionals de Rodalies de Catalunya, operat per Renfe Operadora.
Aquesta estació es va posar en funcionament l'any 1863 quan va entrar en servei el tram construït per la Companyia del Ferrocarril de Reus a Montblanc (posteriorment LRT) entre Reus (1856) i Montblanc.
L'any 2016 va registrar l'entrada de 9.000 passatgers.

## Serveis ferroviaris
| Serveis regionals de Rodalies de Catalunya |         |       |      |                                                          |
| Procedència/Destinació                     | <       | Línia | >    | Procedència/Destinació                                   |
| Lleida Pirineus                            | Alcover |       | Reus | Barcelona-Estació de França Barcelona-Sant Andreu Comtal |